# Сан Валеријано Спа (Торино)
Сан Валеријано Спа је насеље у Италији у округу Торино, региону Пијемонт.
Према процени из 2011. у насељу је живело 3 становника. Насеље се налази на надморској висини од 245 м.